# Lorik Cana
Lorik Cana (Pristina, Kosovo, 27 de juliol de 1983) és un exfutbolista kosovar que jugava amb la selecció d'Albània.
Jugava en la posició de migcampista defensiu tot i que també podia fer-ho com a defensa central. Va jugar a la primera divisió de França, Anglaterra, Itàlia i Turquia. És el jugador amb més partits disputats amb la samarreta de la selecció albanesa: 93 partits des de 2003 fins a la seva retirada el 2016.
Està en possessió de la ciutadania albanesa, francesa i suïssa.

## Carrera esportiva
L'any 1992 va emigrar amb la seva família a Suïssa i va començar a jugar al Lausanne Sports. L'Arsenal va intentar fixar-lo però l'operació es va frustrar per problemes amb el visat.
L'any 2002, va fitxar pel PSG. Durant la seva trajectòria en aquest equip va marcar 2 gols.
L'Olympique de Marseille el va fitxar el 2005.

## Actitud en el camp
Era un jugador que sempre ho donava tot al camp, i era molt temperamental. Probablement aquest va ser el caràcter que el va portar a ser el capità de l'Olympique, ja que sempre donava instruccions als seus companys.
El seu joc defensiu es basava a tirar-se per prendre la pilota al rival, tot i que de vegades afrontava el cara a cara per prendre la pilota.

## Palmarès
- 1 Copa de França (2004)
- 4 cops subcampió de la Copa de França (2006 i 2007)
- Millor jugador albanès (2003-04)

## Estadístiques de la Carrera
| Temporada | Club                   | País   | Competició | Partits | Minuts | Gols | Assistències |
| --------- | ---------------------- | ------ | ---------- | ------- | ------ | ---- | ------------ |
| 2002–03   | Paris Saint-Germain FC | França | Ligue 1    | 3       | 225    | 0    | 0            |
| 2003–04   | Paris Saint-Germain FC | França | Ligue 1    | 32      | 2589   | 1    | 0            |
| 2004–05   | Paris Saint-Germain FC | França | Ligue 1    | 32      | 2644   | 1    | 0            |
| 2005–06   | Paris Saint-Germain FC | França | Ligue 1    | 2       | 51     | 0    | 0            |
| 2005–06   | Olympique de Marseille | França | Ligue 1    | 28      | 2520   | 1    | 0            |
| 2006–07   | Olympique de Marseille | França | Ligue 1    | 33      | 2864   | 6    | 1            |
| 2007–08   | Olympique de Marseille | França | Ligue 1    | 34      | 3036   | 7    | 2            |
| 2008–09   | Olympique de Marseille | França | Ligue 1    | 3       | 232    | 9    | 0            |

## Estadístiques a Europa
| Temporada | Club                   | País   | Competició                   | Partits | Minuts | Gols | Assistències |
| --------- | ---------------------- | ------ | ---------------------------- | ------- | ------ | ---- | ------------ |
| 2004–05   | Paris Saint-Germain FC | França | Lliga de Campions de la UEFA | 6       | 540    | 0    | 0            |
| 2005–06   | Olympique de Marseille | França | UEFA Cup                     | 8       | 569    | 0    | 0            |
| 2006–07   | Olympique de Marseille | França | UEFA Intertoto Cup           | 2       | 180    | 0    | 0            |
|           | Olympique de Marseille | França | UEFA Cup                     | 3       | 198    | 0    | 0            |
| 2007–08   | Olympique de Marseille | França | Lliga de Campions de la UEFA | 6       | 540    | 0    | 0            |
|           | Olympique de Marseille | França | UEFA Cup                     | 3       | 270    | 0    | 0            |
| 2008–09   | Olympique de Marseille | França | CL Third qualifying round    | 2       | 126    | 0    | 0            |
|           | Olympique de Marseille | França | Lliga de Campions de la UEFA | 1       | 90     | 1    | 0            |